# Các khu rừng nguyên sinh trên dãy Carpath

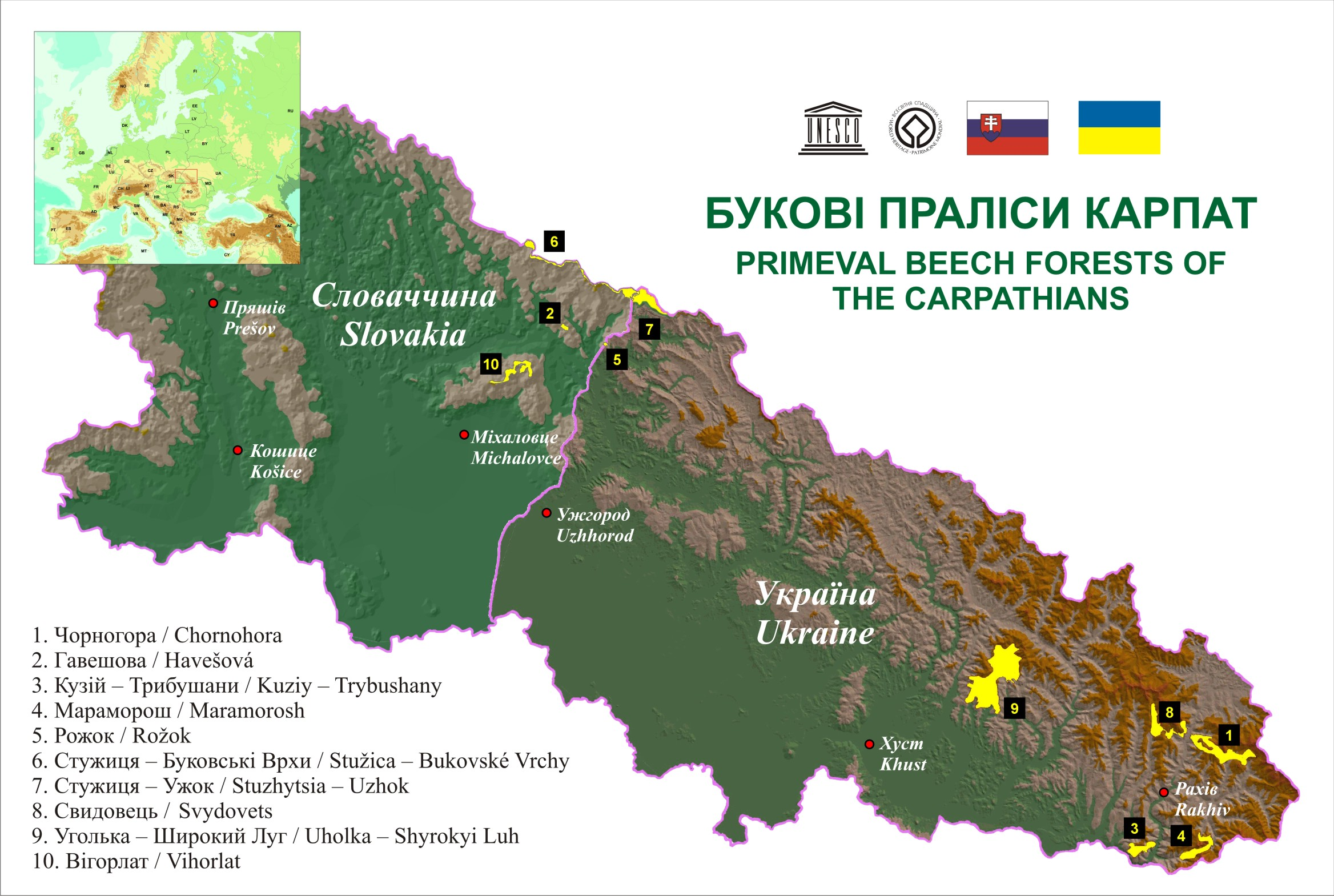
Vị trí

Các khu rừng nguyên sinh trên dãy Carpath bao gồm 10 khu rừng sồi nguyên sinh, đại diện cho sự tiến hóa, phát triển của sồi (chi Fagus họ Dẻ) phát triển ở khắp Bắc bán cầu. Di sản này được ghi vào danh sách di sản thế giới vào năm 2007, và mở rộng thêm 5 khu rừng sồi cổ ở Đức.
Di sản là các khu vườn quốc gia, công viên thiên nhiên, các khu bảo vệ cảnh quan, các khu dự trữ sinh quyển rộng 29.2789 ha. 10 khu rừng thuộc Slovakia và Ukraina (6 khu rừng thuộc Ukraina và 4 thuộc Slovakia) thuộc khu vực các rừng nguyên sinh trên dãy Carpath.
6 Khu bảo tồn và vườn quốc gia thuộc Ukraina:
- Vườn quốc gia Chornohora
- Khu bảo tồn Stuzhytsia – Uzhok
- Khu bảo tồn Kuziy-Trybushany
- Vườn quốc gia Maramarosh
- Uholka – Shyrikyi Luh
- Vườn quốc gia Svydovets

4 Khu bảo tồn và vườn quốc gia ở Slovakia:
- Vườn quốc gia Rožok
- Khu bảo tồn Stužnica – Bukovské Vrchy
- Rừng nguyên sinh Havešová
- Vườn quốc gia núi Vihorlat

## Hình ảnh

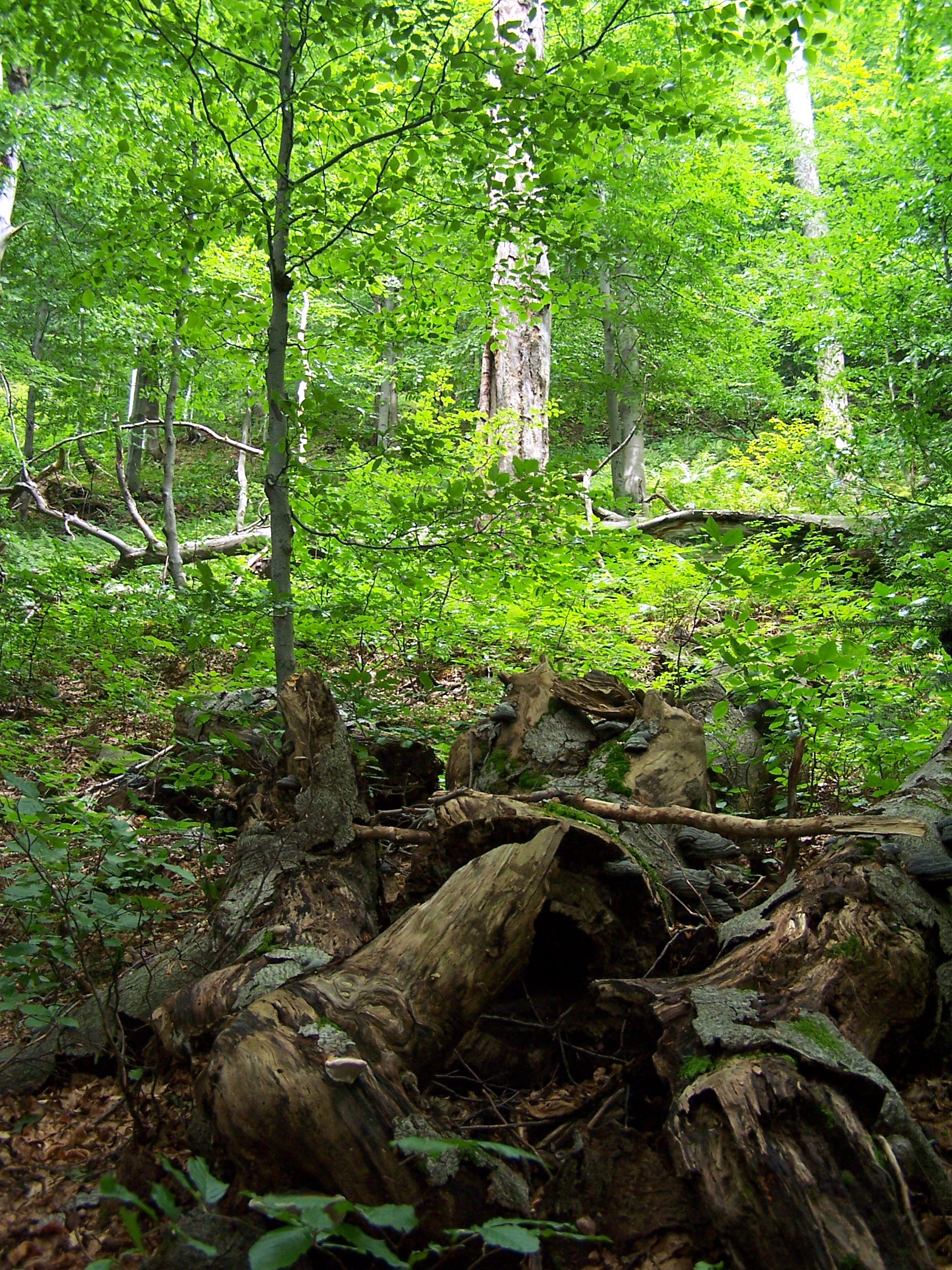
Rừng tại Stuzica
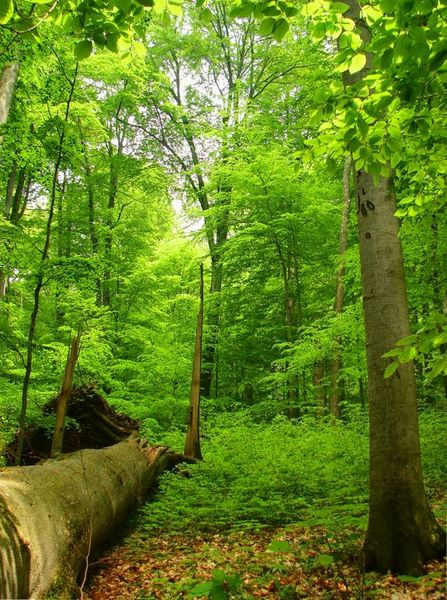
Havešová
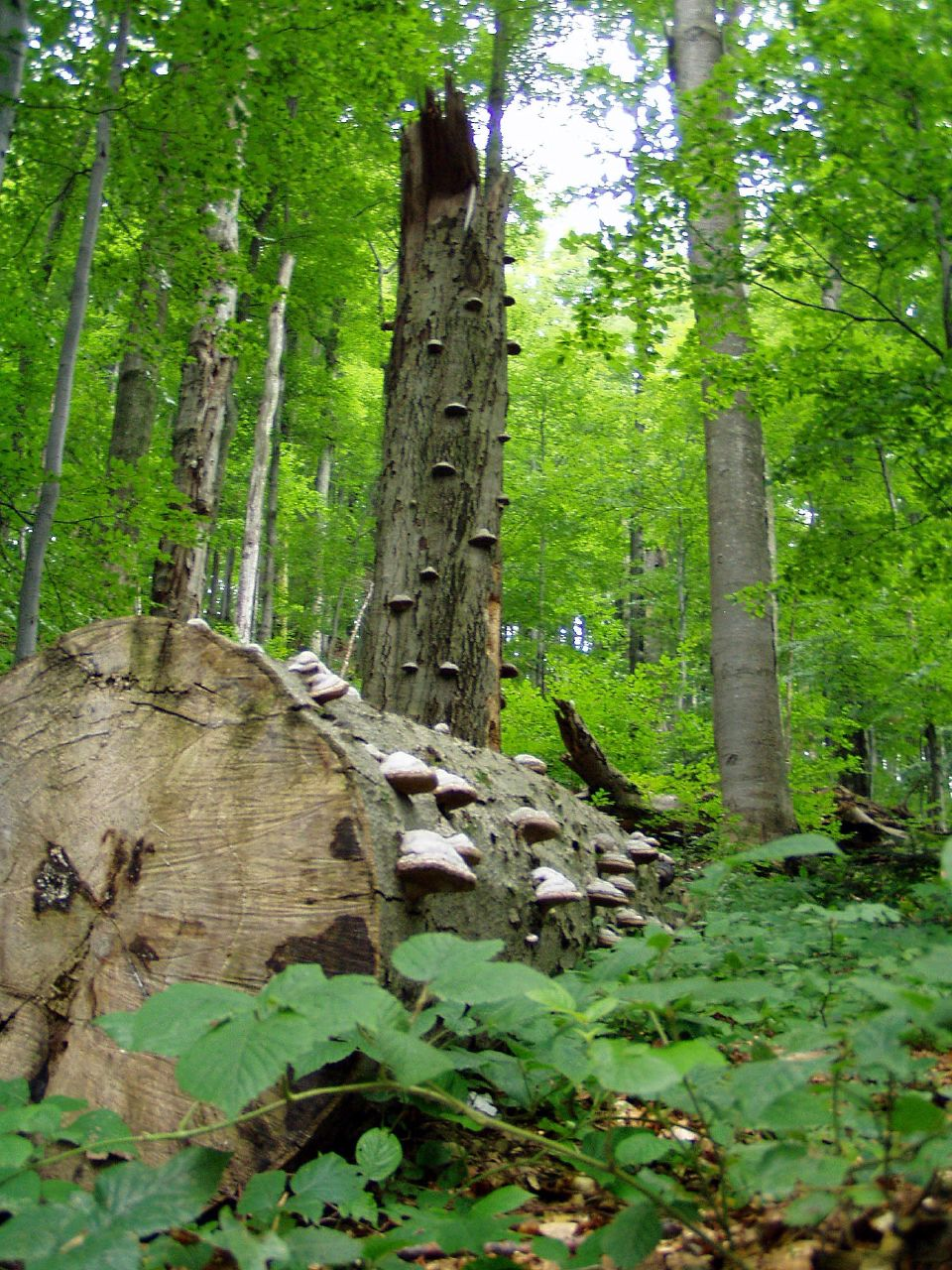
Stužica
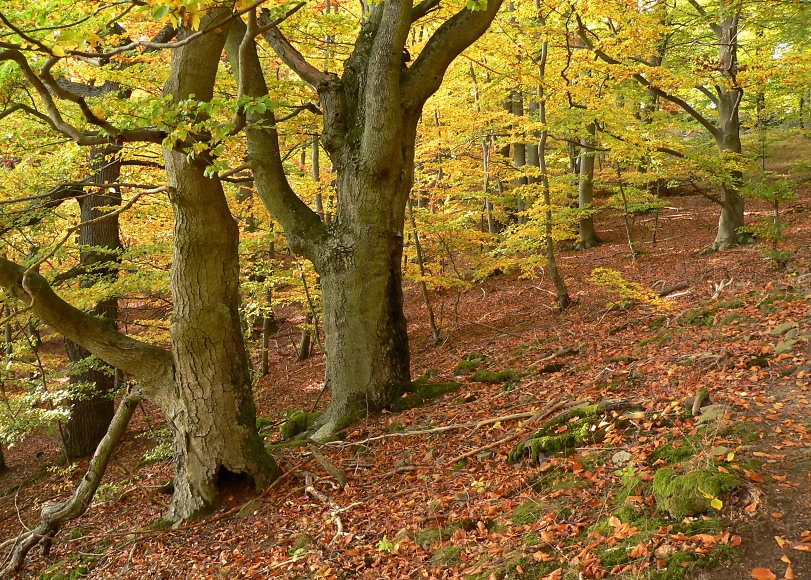
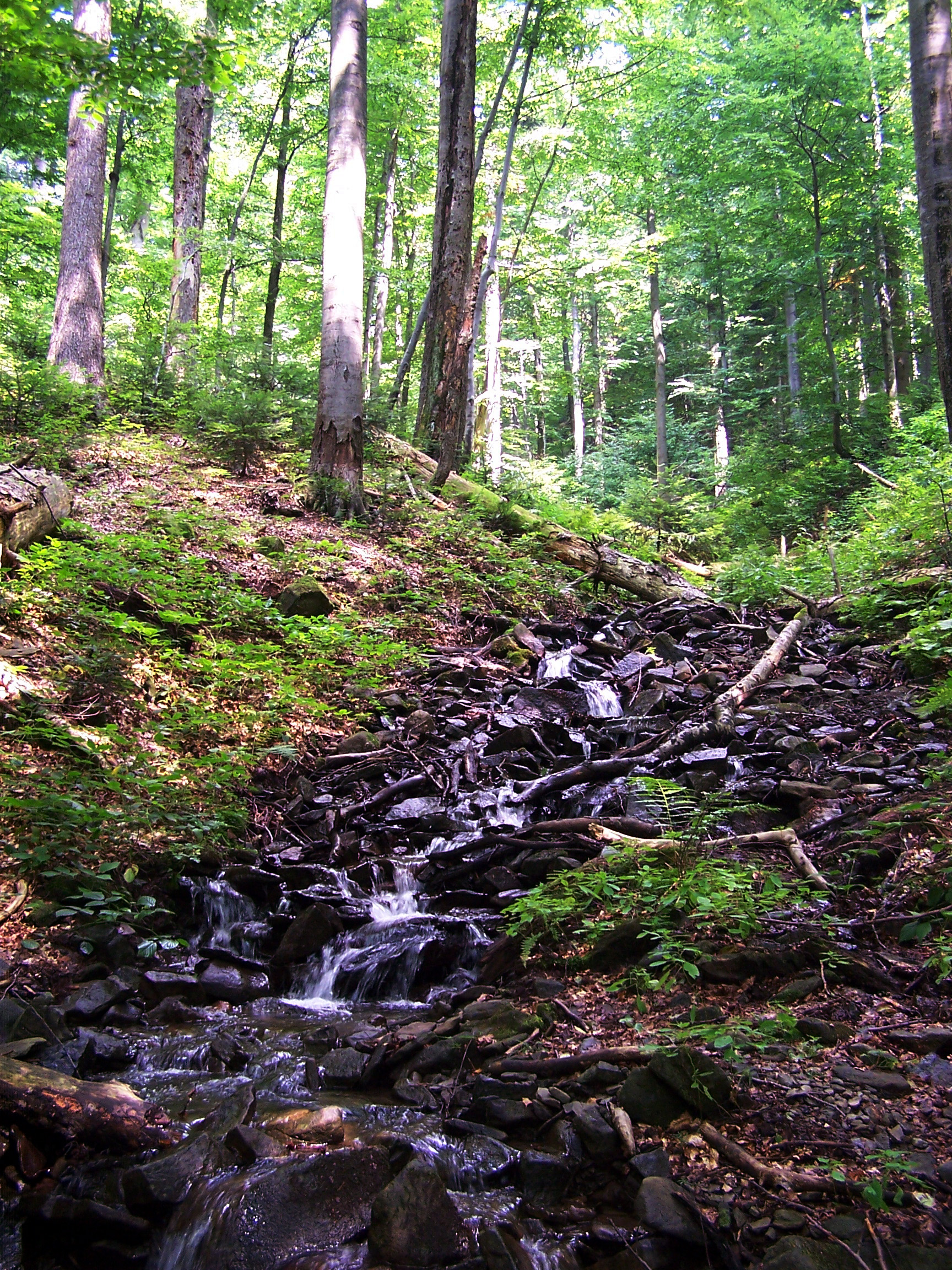
Freshwater stream in Stužica
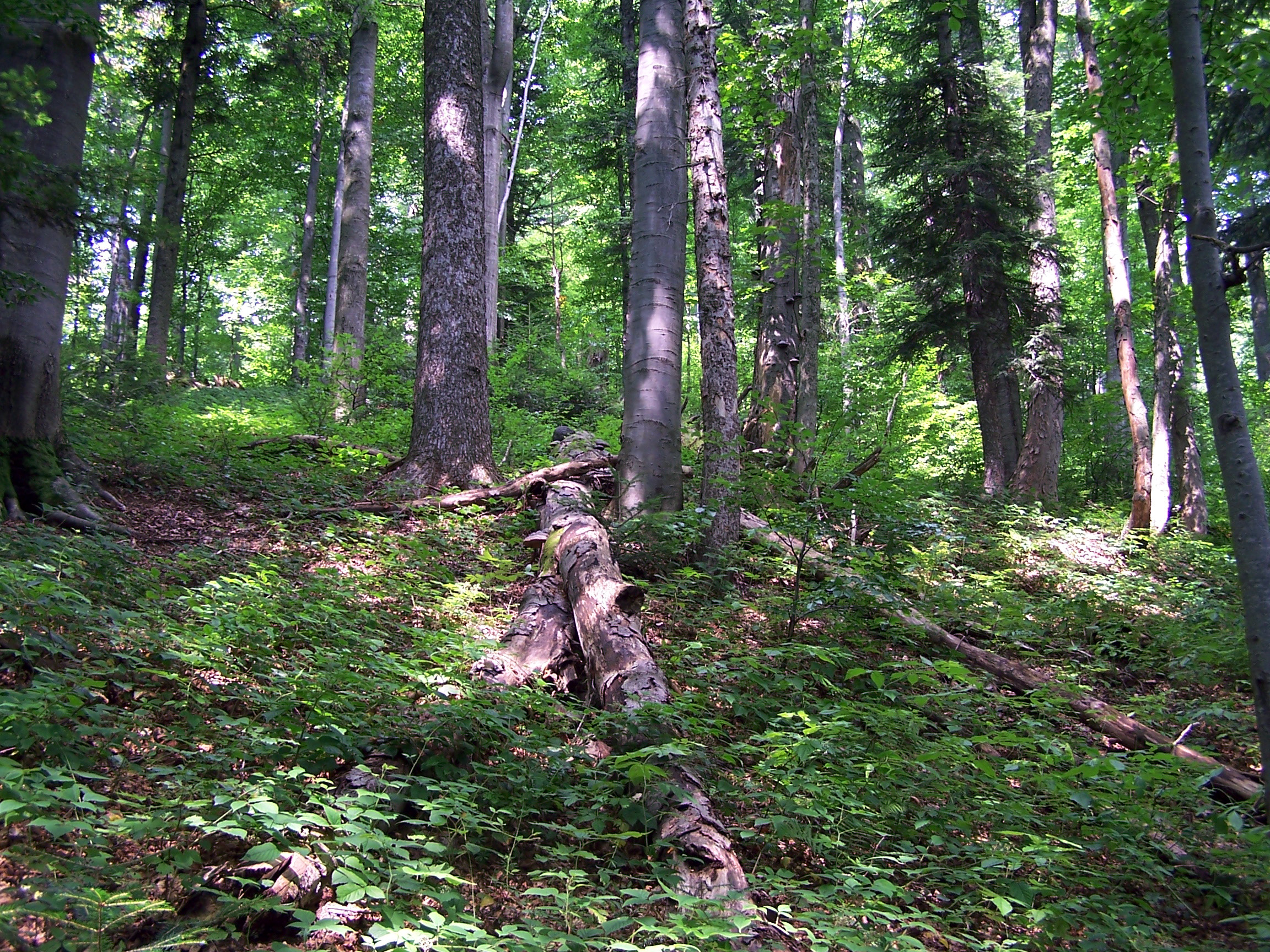
Stužica